# Эрки
Эрки́ (фр. Erquy, брет. Erge-ar-Mor, галло Erqi) — коммуна во Франции, находится в регионе Бретань. Департамент — Кот-д’Армор. Входит в состав кантона Пленёф-Валь-Андре. Округ коммуны — Сен-Бриё.
Население (2019) — 3 922 человека.

## География
Коммуна расположена приблизительно в 360 км к западу от Парижа, в 85 км северо-западнее Ренна, в 26 км к северо-востоку от Сен-Бриё и в 21 км от национальной автомагистрали N12, на берегу бухты Сен-Бриё.

## Достопримечательности
- Дольмен Виль-Амон (эпоха неолита). Исторический памятник с 1980 года[2]
- Замок Бьенасси (XV век). Исторический памятник с 2013 года[3]
- Замок Нуармон XIX века в стиле неоклассицизма
- Церковь Святых Петра и Павла

## Экономика
Структура занятости населения:
- сельское хозяйство — 10,7 %
- промышленность — 12,3 %
- строительство — 10,7 %
- торговля, транспорт и сфера услуг — 43,8 %
- государственные и муниципальные службы — 22,5 %

Уровень безработицы (2018) — 13,4 % (Франция в целом —  13,4 %, департамент Кот-д’Армор — 11,5 %). 

Среднегодовой доход на 1 человека, евро (2018) — 23 730 (Франция в целом — 21 730, департамент Кот-д’Армор — 21 230).
В 2007 году среди 1995 человек в трудоспособном возрасте (15—64 лет) 1235 были экономически активными, 760 — неактивными (показатель активности — 61,9 %, в 1999 году было 62,1 %). Из 1235 активных работали 1130 человек (592 мужчины и 538 женщин), безработных было 105 (56 мужчин и 49 женщин). Среди 760 неактивных 112 человек были учениками или студентами, 439 — пенсионерами, 209 были неактивными по другим причинам.

## Демография
Динамика численности населения, чел.

## Администрация
Пост мэра Эрки с 2018 года занимает Анри Лаббе (Henri Labbé). На муниципальных выборах 2020 года возглавляемый им центристский список победил во 2-м туре, получив 58,72 % голосов (из трех списков).
| Период | Период | Фамилия          | Партия                                  | Примечания |
| ------ | ------ | ---------------- | --------------------------------------- | --- |
| 1953   | 1971   | Андре Корню      | Радикальная партия                      | президент Генерального совета департамента, депутат Национального собрания Франции, сенатор, государственный секретарь |
| 1971   | 1983   | Жозеф Эрель      | Французская коммунистическая партия     | учитель |
| 1983   | 1989   | Андре Троэль     | Объединение в поддержку Республики      | налоговый инспектор |
| 1989   | 1995   | Жорж Катро       | Социалистическая партия                 | работник системы образования                                                                                           |
| 1995   | 2007   | Бернар Нонне     |                                         | страховщик |
| 2007   | 2020   | Кристиан Гервийи | Союз за народное движение Республиканцы | служащий |
| 2020   |        | Анри Лаббе       | Разные центристы                        | торговый работник |

## Фотогалерея

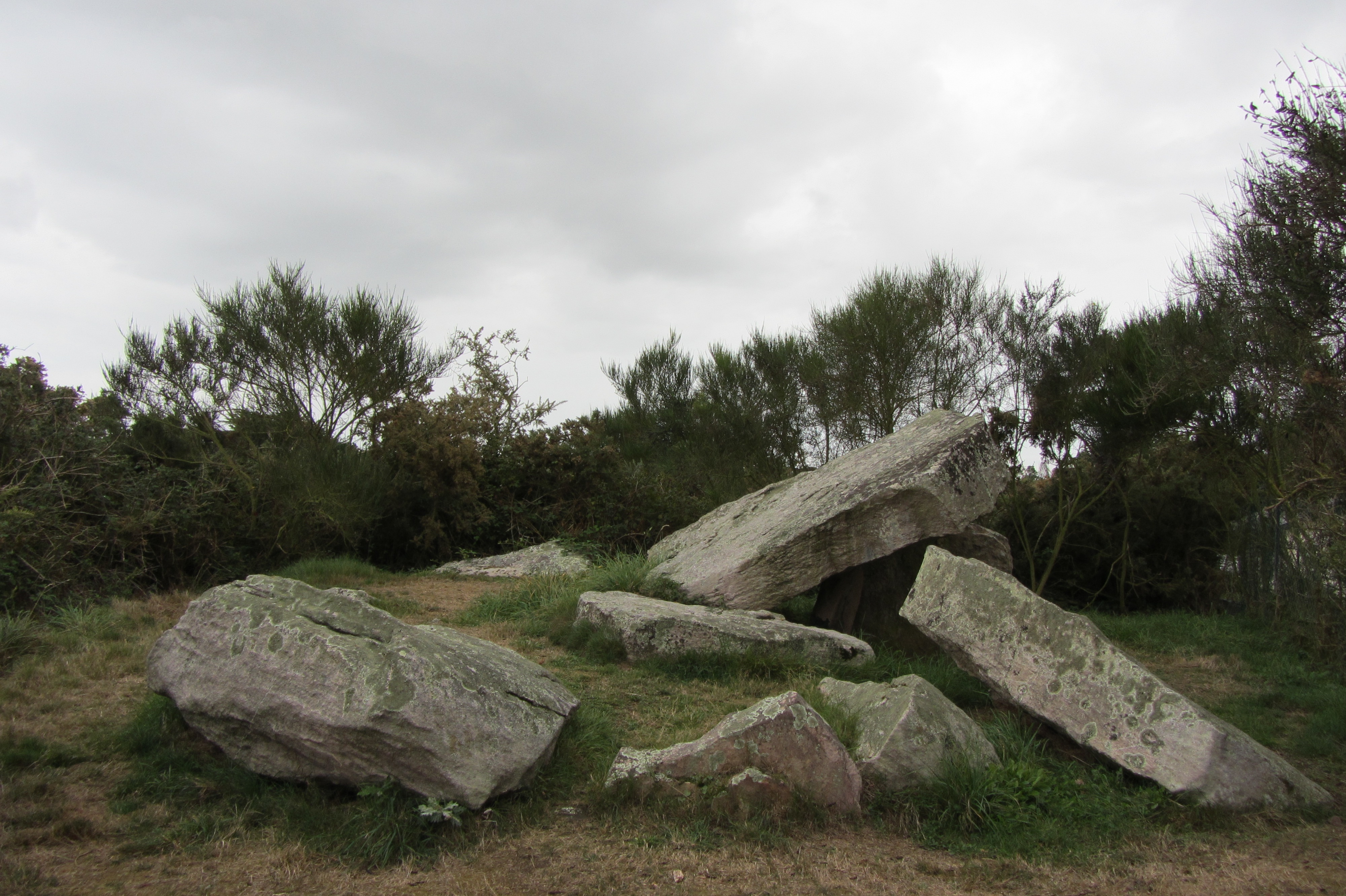
Дольмен Виль-Амон
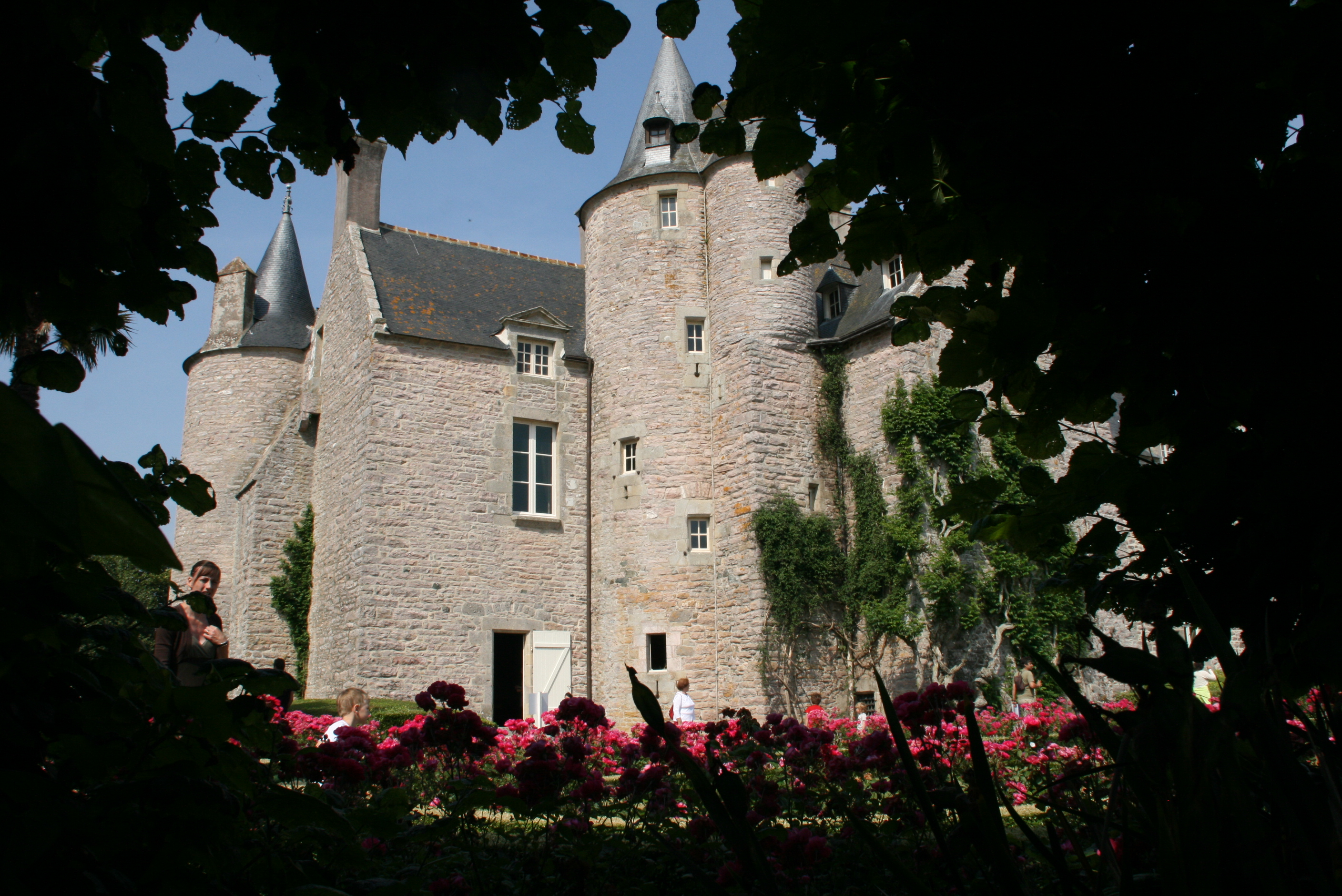
Замок Бьенасси
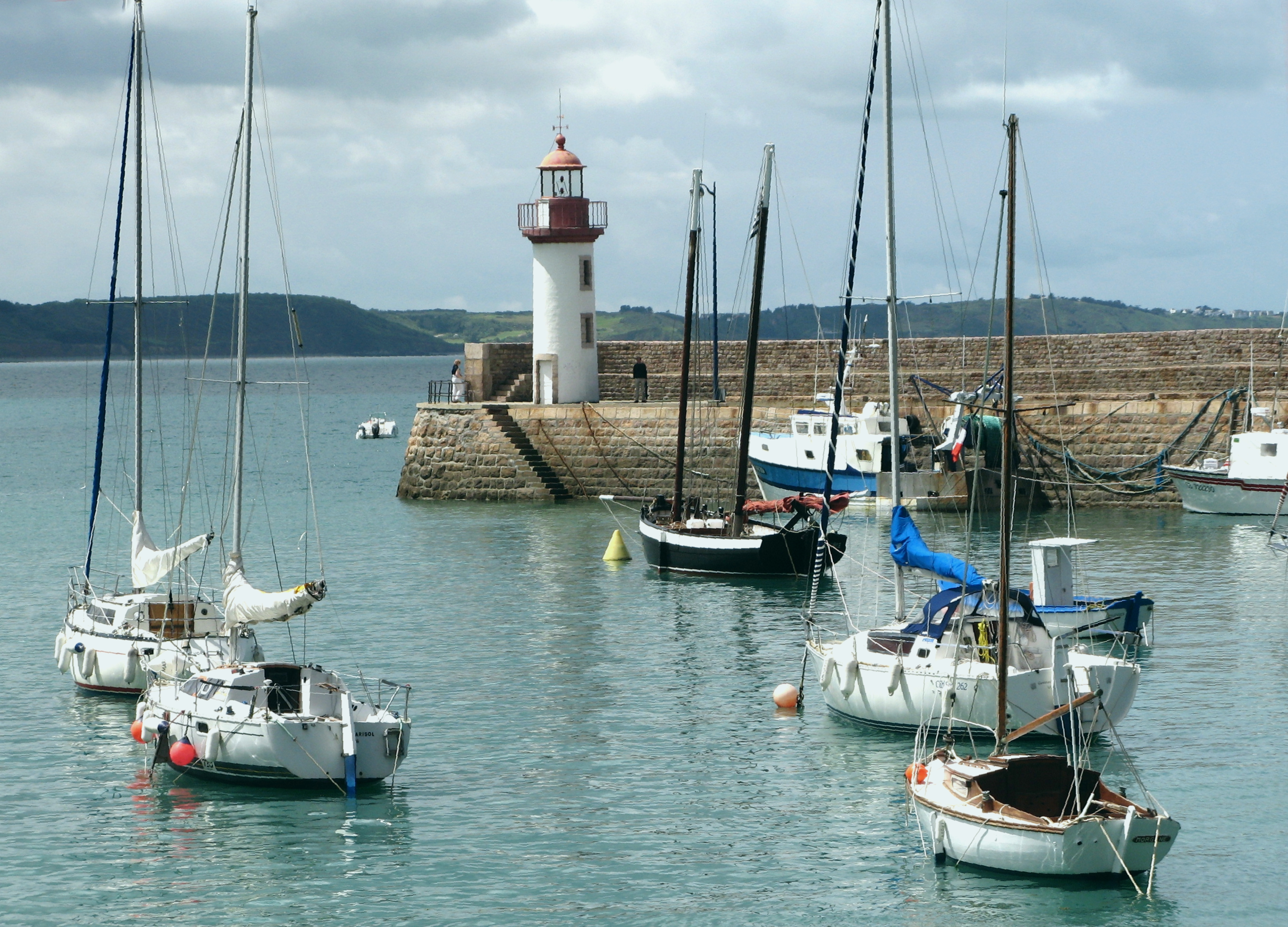
Порт
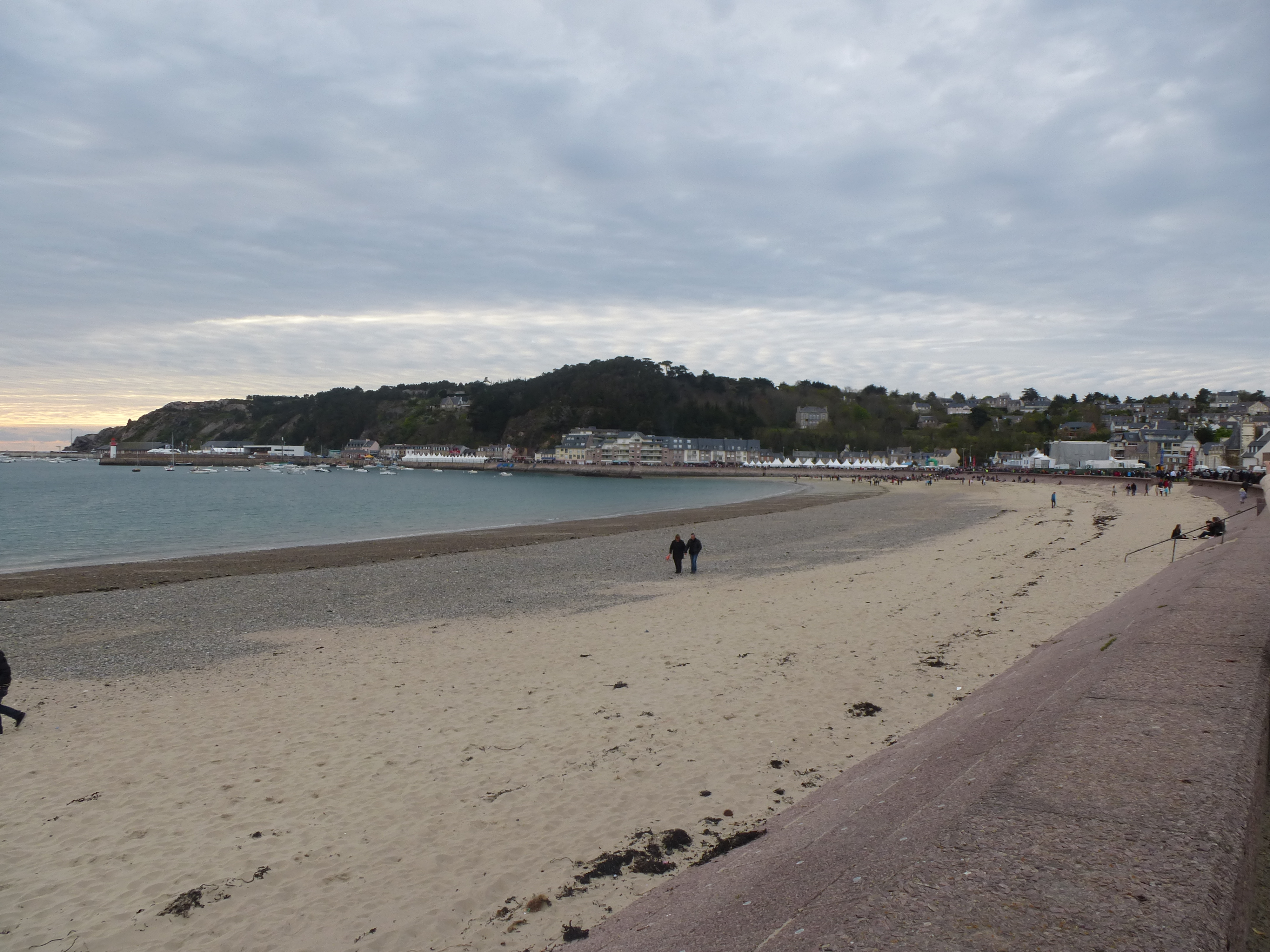
Пляж
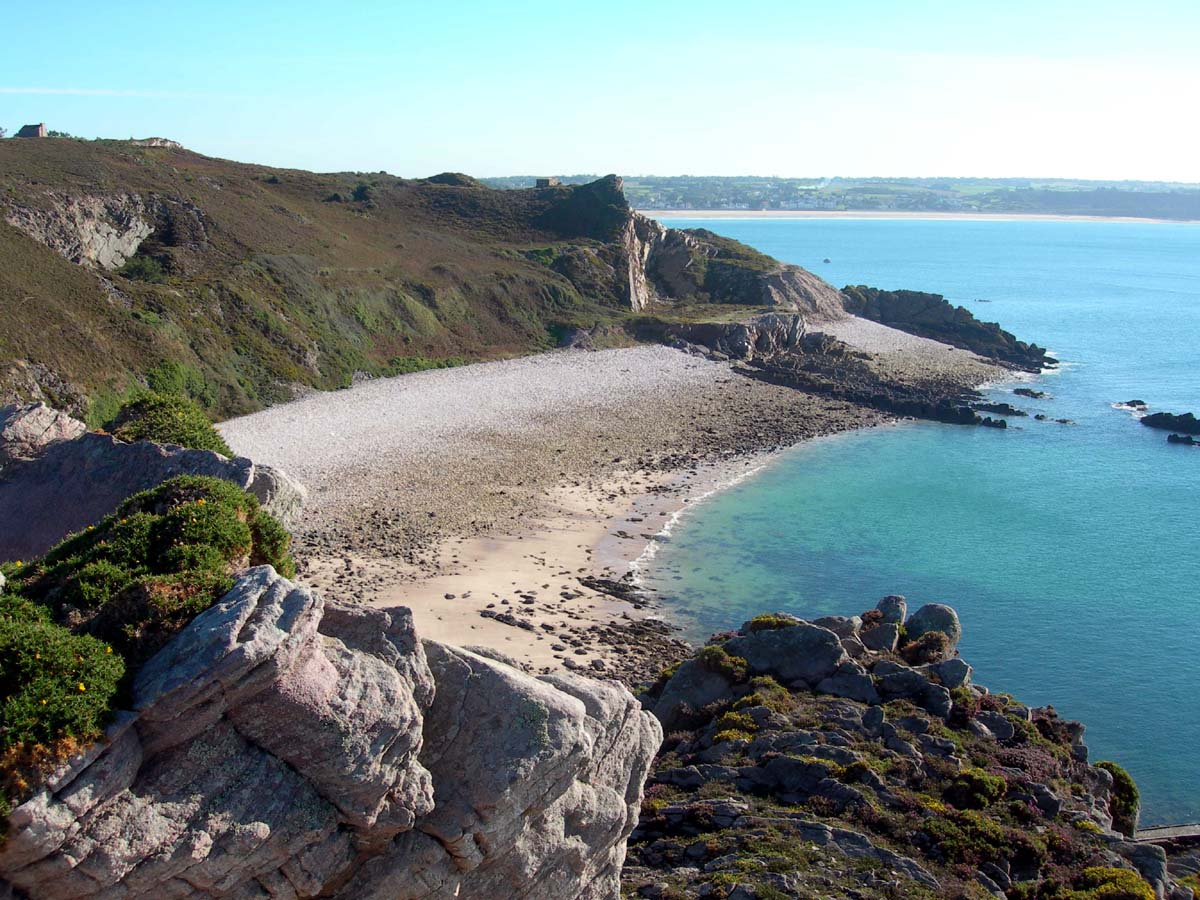
Скалы на мысе Эрки